# Anis al-Qaq
Anis al-Qaq (Arabisch: القاق، أنيس) (Silwan, 1 juni 1947) is een voormalig tandarts, voormalig vice-minister van de  Palestijnse Autoriteit en voormalig ambassadeur.

## Opleiding en werkzaamheden
Al-Qaq behaalde in 1971 zijn bachelordiploma tandheelkunde aan de Universiteit van Bagdad. Nadat hij was afgestudeerd opende hij een tandartsenpraktijk in Jeruzalem. Van 1982 tot 1984 volgde hij een postdoctoraaloplelding aan het Dental Institute van de Universiteit van Buckinghamshire met als specialisatie kaakchirurgie. Van 1985 tot 1990 was hij voorzitter van de beroepsvereniging voor tandheelkunde van de Westelijke Jordaanoever waar hij toentertijd ook werkte als tandarts.

## Openbaar bestuur
In 1994 werd Al-Qaq plaatsvervanger van de minister van Planning en Internationale Samenwerking van de Palestijnse Autoriteit. In 2002 richtte hij samen met voormalig diplomaat en vredesactivist Ofer Bronchtein het International Forum for Peace op, dat tot doel heeft de dialoog tussen Israëli's en Palestijnen, Europeanen en Middellandse Zee te bevorderen en culturele, economische en sociale ontwikkelingsprojecten uit te voeren. In 2003 werd hij benoemd tot ambassadeur van de Palestijnse Nationale Autoriteit in Zwitserland. In 2009 trok hij zich terug uit het openbaar bestuur.

## Nevenfuncties
- 1989-2003 voorzitter van de Raad van Toezicht van het Palestijnse Nationale Theater in Jeruzalem
- 1989-2002 Bestuurslid Raad voor Hoger Onderwijs Jeruzalem
- 1989-2003 Secretaris-Generaal van de Gezondheidsraad in Palestina
- 1989-2009 Bestuurslid van het Internationaal Coördinatiecomité voor de kwestie Palestina (ICCP)
- 1989-2009 Lid van het Coördinatiecomité voor NGO's voor de kwestie Palestina in de bezette Palestijnse gebieden
- 1989-1993 Bestuurslid Medische faculteit van de Al-Qud Universiteit in Jeruzalem
- 2002-heden Mede-oprichter en co-voorzitter Internationaal Forum voor Vrede in het Midden Oosten
- 2004-2006 Lid van de redactieraad van het Palestine-Israel Journal
- 2004-2007 Voorzitter van het Centrum voor Gezondheidsdiensten in Jeruzalem

## Publiek optreden
Na de Bomaanslag in Oklahoma City op 19 april 1995 veroordeelde Al-Qaq deze gebeurtenis als plaatsvervanger van de Palestijnse minister van binnenlandse zaken Naabil Shaath met de woorden: "Dit is iets verschrikkelijks, ik kan het niet geloven hoe iemand zo'n aanval kan uitvoeren, het is een slachting, geen enkele menselijke geest kan zulke daden accepteren."

## Persoonlijk
Anis al-Qaq is sinds 1993 getrouwd met de Nederlandse politicus en voormalig diplomaat Sigrid Kaag. Ze hebben vier kinderen.